# Praxidike
In de Griekse mythologie is Praxidike de godin van de gerechtelijke straf.
De orfische hymne aan Persephone identificeert Praxidike als een epitheton van Persephone: "Praxidike, ondergrondse godin."
Praxidike had twee dochters: Arete en Harmonia. Ze had ook een zoon, Ktesios, god van het huishouden. 
Ze wordt soms verward met Dikè, godin van het recht.